# Varazdinsko jezero
Le lac de Varazdin (en croate : Varaždinsko jezero) est un lac artificiel situé sur la Drave, dans le nord de la Croatie, à l’est de la ville de Varaždin. Il a été formé par un barrage de retenue situé près du village de Šemovec qui dessert la centrale électrique de Čakovec (77,44 MW pour une production annuelle moyenne de 350 GWh). Le volume utile de ce réservoir est de 51,6 hm³, suffisant pour une régulation quotidienne et partiellement hebdomadaire des flux. Mis en service en 1982 par le groupe HEP (Hrvatska elektroprivreda (en)), il sert également à l’irrigation et à la protection contre les inondations.

## Tourisme
Le lac de Varaždin est également une destination pour la pêche à la ligne, les loisirs et  les sports nautiques très prisée par de nombreux habitants de la région, surtout en été. De nombreuses cabanes en rondins ont été construites sur ses rives près de Varaždin et de Gornji Kuršanec.